# Contea di Suibin
La contea di Suibin (绥滨县S, Suíbīn XiànP) è una contea della Cina, situata nella provincia di Heilongjiang e amministrata dalla prefettura di Hegang.